# 亚当·阿夫塞柳斯
亚当·阿夫塞柳斯（Adam Afzelius，1750年10月8日—1837年1月20日）为瑞典植物学家，为卡尔·林奈的徒弟。